# Лунд, Хенрик (художник)
Хенрик Луис Лунд (норв. Henrik Louis Lund; 8 сентября 1879, Берген — 23 декабря 1935, Осло) — норвежский художник-импрессионист, мастер портретного искусства.

## Жизнь и творчество
Х. Лунд родился в семье лейтенант-полковника и пианистки. Начинал изучать живопись в Осло под руководством художницы Гарриет Баккер (в 1899 году) и Ханса Гуде, а затем — у Йохана Нордхагена (в 1903). Первая выставка работ Лунда состоялась в 1899 году, в 1901 он впервые принимает участие в Осенней выставке. Молодой художник совершил несколько учебных поездок: в 1904—1909 годах он живёт и работает в Копенгагене. получив государственную стипендию, он в 1905 году едет в Париж (где жил также в 1920—1921), в 1908 году посещает Берлин, тогда открывается выставка его полотен. В 1911 он участвует в ряде крупных выставок (например, «The Six») в Копенгагене и Берлине. Побывав в 1912 и в 1915 годах в США, он создаёт портреты ряда известных политиков и деятелей науки, в том числе президента Теодора Рузвельта и изобретателя Томаса Эдисона.
Во время своих многочисленных поездок по Европе Х. Лунд написал замечательные портреты Элеоноры Дузе, Бенито Муссолини, Герберта Уэллса и др. Неоднократно портретировал великого норвежского писателя Кнута Гамсуна. Работы Х. Лунда написаны как правило в пост-импрессионистском стиле. В Норвежской национальной галерее хранится 13 его полотен.
Хенрик Лунд — брат композитора и пианистки Сигны Лунд.

## Галерея

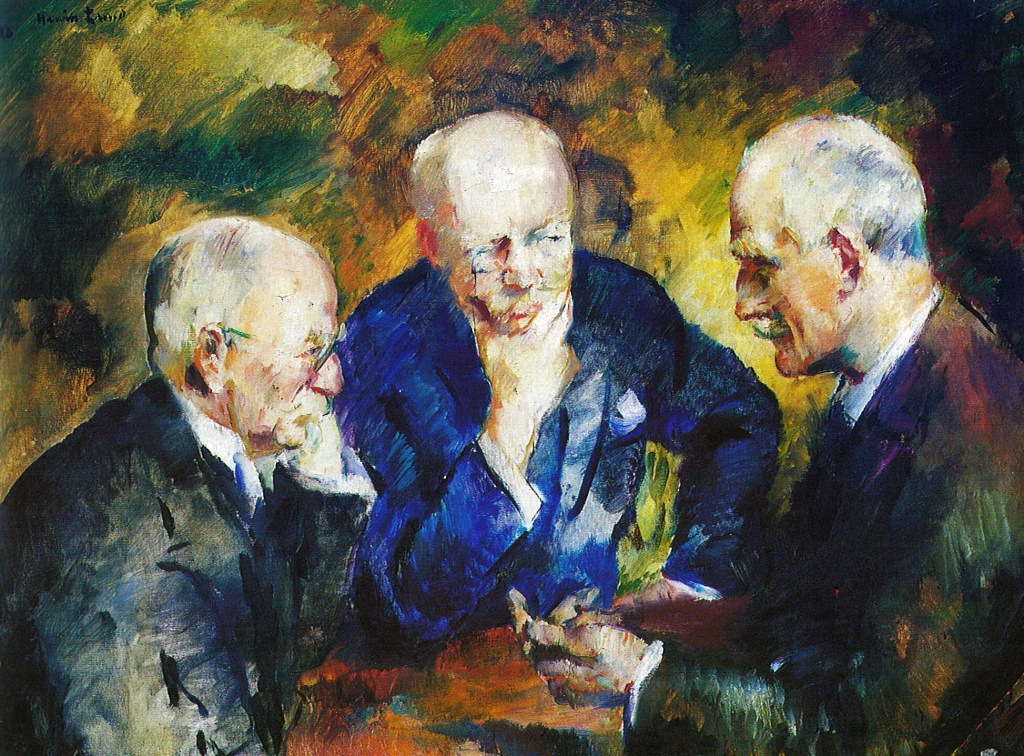
Кристиан Синдинг, Гуннар Хейберг и Кнут Гамсун (1926)
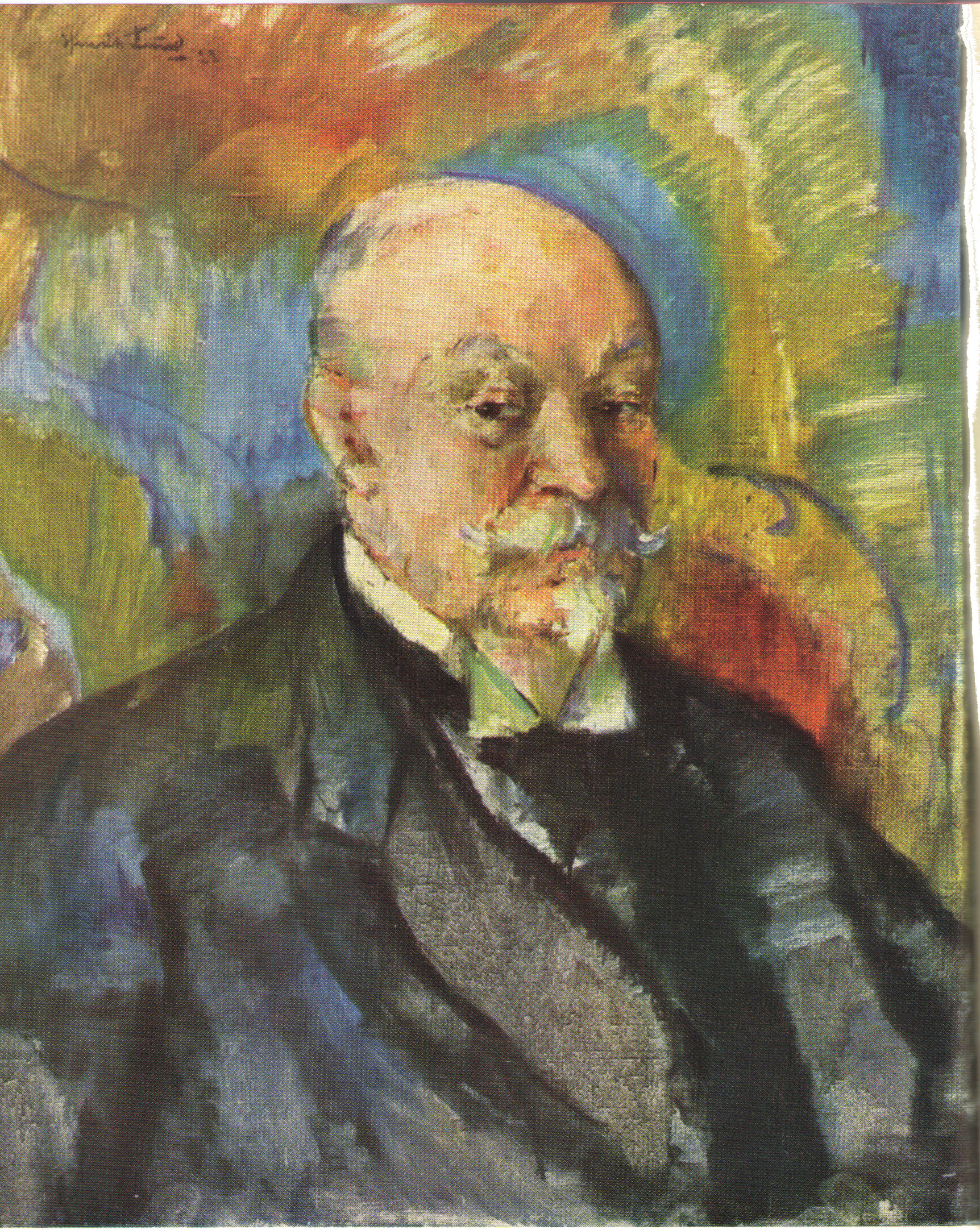
Портрет Нильса Клауса Илена (до 1925)
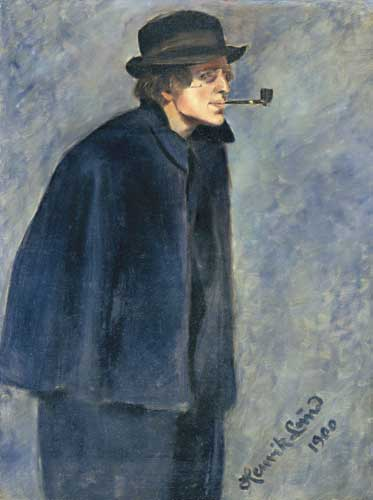
Портрет Николая Аструпа (1900)
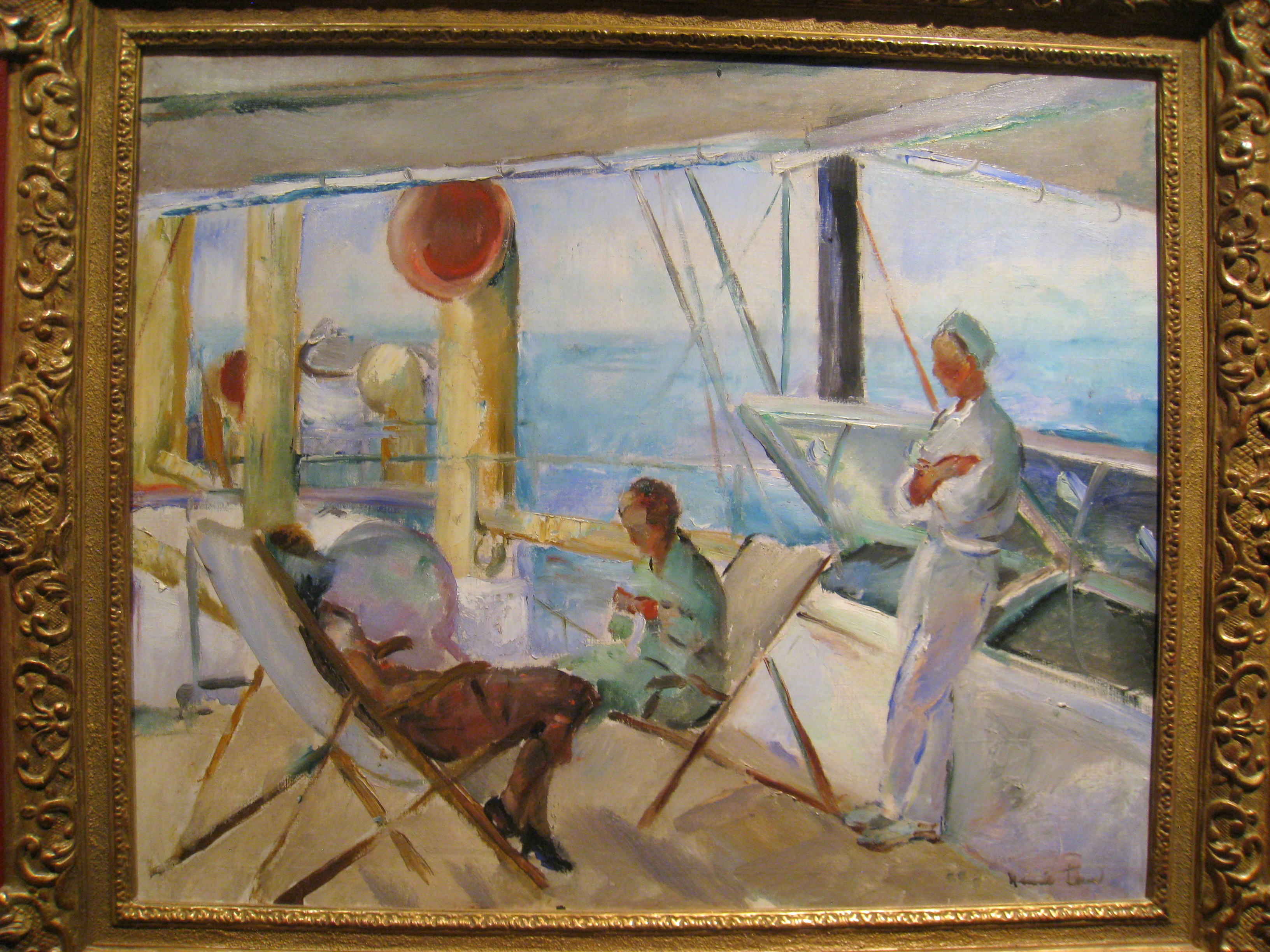
На пассажирской палубе (1933)
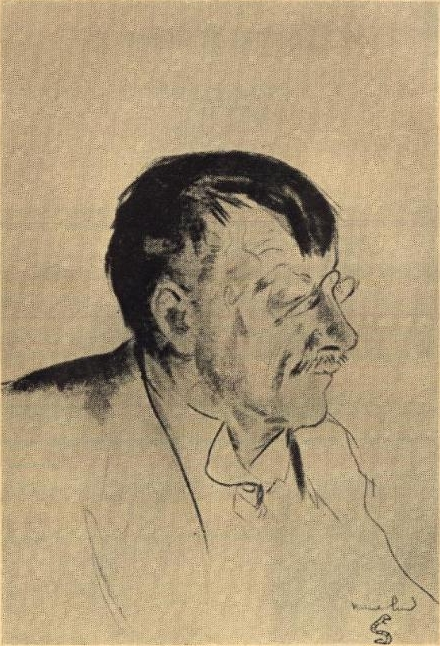
Портрет Нильса Кьера (1924)